# رپیتسه
رپیتسه (به چکی: Řepice) یک منطقهٔ مسکونی در جمهوری چک است که در ناحیه ستراکونیتسه واقع شده‌است. رپیتسه ۴٫۲۸ کیلومتر مربع مساحت و ۴۸۱ نفر جمعیت دارد و ۴۲۳ متر بالاتر از سطح دریا واقع شده‌است.